# Abdullah Ahmad Badawi
Abdullah Ahmad Badawi (Bayan Lepas, 26 novembre 1939 – Kuala Lumpur, 14 aprile 2025) è stato un politico malese.

## Biografia
Ricoprì la carica di Primo Ministro della Malaysia dal 2003 al 2009. Fu anche presidente del partito UMNO. Dal 2003 al 2006 fu segretario del Movimento dei paesi non allineati. Ricoprì diversi incarichi ministeriali fin dagli anni '80.